# جوش تومسون (لاعب كرة قدم أمريكية)
جوش تومسون (بالإنجليزية: Josh Thompson)‏ هو لاعب كرة قدم أمريكية أمريكي، ولد في 15 مارس 1985 في ستايتسبورو في الولايات المتحدة.